# Sigurd Aalefjær
Sigurd Arthur Aalefjær (14 tháng 9 năm 1917 - 10 tháng 3 năm 1991) là một kỹ sư người Na Uy, công chức và giám đốc nhà máy thủy điện Na Uy.
Ông sinh ra ở Bend, Oregon là con trai của Wilhelm Torjussen Aalefjær (1881–1969) và Inger Larsen Kostøl (1890–1975); gia đình nhanh chóng chuyển đến Vennesla ở Vest-Agder, Na Uy. Ông kết hôn với Magda Synnøve Berg (1920–2002) vào năm 1943. Ông cư trú và mất tại Bærum.
Ông tốt nghiệp trung học tại Trường Kristiansand Cathedral vào năm 1937 và tốt nghiệp kỹ sư xây dựng tại Viện Công nghệ Na Uy ở Trondheim trong năm 1941. Ông làm việc cho Cơ quan Tài nguyên và Năng lượng Na Uy từ năm 1942 đến năm 1946, Drammens Elektrisitetsverk từ năm 1946 đến năm 1949 và Cơ quan Tài nguyên Nước và Năng lượngmôộtt lần nữa từ năm 1949. Từ năm 1960 đến khi nghỉ hưu năm 1984, ông là giám đốc của Statskraftverkene (nay là Statkraft).
Ông được phong tước Hiệp sĩ, Hạng Nhất của Dòng Thánh Olav vào năm 1983.